# Ange
Ange – francuski zespół grający rock progresywny. Najbardziej charakterystyczny, francuski reprezentant złotego okresu rocka progresywnego w latach siedemdziesiątych. Grupa została założona we wrześniu 1969 roku przez braci Francisa i Christiana Décamps we francuskim mieście Belfort.
Muzyka zespołu była inspirowana twórczością klasycznych przedstawicieli gatunku z tego okresu: Genesis i King Crimson. Utwory były wykonywane w języku francuskim w poetyckim a wręcz teatralnym stylu, dzięki wokalowi charyzmatycznego Francisa Décamps. Grupa nie zdołała się przebić na międzynarodowy rynek muzyczny głównie przez nagrywanie w języku ojczystym. Ange tworzy muzykę do dzisiaj, jednakże w zmienionym składzie, po przerwie od roku 1995 do 1999 i odejściu Francisa Décamps.

## Muzycy

### Obecni członkowie zespołu
- Christian Décamps − śpiew, fortepian
- Tristan Décamps − śpiew, instrumenty klawiszowe
- Hassan Hajdi − gitara
- Benoît Cazzulini − perkusja
- Thierry Sidhoum − gitara basowa
- Caroline Crozat − śpiew

### Byli członkowie zespołu
- Francis Décamps − śpiew, instrumenty klawiszowe (1970-1995)
- Jean-Michel Brézovar − gitara (1970-1972)
- Jean-Claude Rio − gitara (1970)
- Patrick Kachanian − gitara basowa, flet (1970)
- Gérard Jelsch − perkusja (1970-1972)
- Daniel Haas − gitara basowa (1972-1974)
- Guénolé Biger − perkusja (1975)
- Jean-Pierre Guichard − perkusja (1976-1977)
- Claude Demet − gitara (1978-1979)
- Gérald Renard − gitara basowa (1978-1979)
- Mauro Serri − gitara (1979)
- Jean-Marie Schreiner − perkusja (1979)
- J. Frieden − instrumenty klawiszowe (1979)
- J. Migaud − instrumenty klawiszowe (1979)
- Robert Defer − gitara (1980-1981)
- Didier Viseux − gitara basowa (1980-1981)
- Serge Cuénot − gitara (1982-1986)
- Laurent Sigrist − gitara basowa (1982-1986)
- Jean-Claude Potin − perkusja (1982-1986)
- Francis Meyer − perkusja (1986-1987)
- Jean-Pascal Boffo − gitara (1995)
- Hervé Rouyer − perkusja (1995),(1997-2001)
- Thierry Sidhoum − gitara basowa (1997-2001)

## Dzieje grupy
Po założeniu w roku 1969 zespół został zauważony dopiero po nagraniu w roku 1973 drugiego albumu Le Cimetière des Arlequins, w szczególności dzięki umiejętnościom teatralnym i charyzmie frontmana − Francisa Décamps i jego aranżacji słynnego utworu Jacques'a Brel − Ces gens-là.
Ange zagrało swój pierwszy koncert 30 stycznia, 1970 roku w centrum kulturalnym "La Pépinière" w rodzinnym mieście Belfort. Pierwsze sześć albumów zespołu, nagrywanych od 1972 do 1978 roku tworzy klasyczny okres działalności grupy i zarazem odzwierciedla najlepiej jej charakterystyczny styl należący do nurtu rocka progresywnego.

Na fenomen Ange składał się m.in. charakterystyczny, zmanierowany wokal, teatralna aranżacja utworów i koncertów oraz wirtuozeria instrumentalna. Koncerty Ange to nie był wyłącznie dźwięk, to teatralne przedstawienie i zilustrowanie granej muzyki poprzez kostiumy, odgłosy natury oraz grę aktorską. Charakterystyczna jest również gra instrumentalna członków zespołu m.in. mylnie wzięty za Melotron dźwięk organów Viscount, tak charakterystyczny dla rocka progresywnego z tego okresu. Oryginalny Melotron jest do usłyszenia dopiero na szóstym albumie - Guet-Apens.

W szczytowej formie zespół nagrywa m.in. album Au-delà du Délire, który spotyka się z dużym zainteresowaniem wśród fanów. Zespół odbywa liczne trasy koncertowe w latach 1975–1977, sponsorowane przez francuskie radio RTL. Koncerty cieszą się zainteresowaniem średnio od 5.000 do 6.000 fanów. Grupa zagrała również liczne koncerty w Wielkiej Brytanii, w sumie 110 koncertów w latach 1973 do 1976. Grała również przed grupą Genesis na Reading Festival, 26 Sierpnia, 1973 przed 30-tysięczną widownią. W roku 1995 grupa odbywa trasę pożegnalną, po czym kończy swoją działalność. W roku 1999 jeden z braci założycieli − Christian Décamps postanowił kontynuować aktywność zespołu.

## Dyskografia

### Albumy studyjne
- Caricatures (1972)
- Le Cimetière des Arlequins (1973)
- Au-delà du Délire  (1974)
- Emile Jacotey (1975)
- Par les Fils de Mandrin (1976)
- Guet-Apens (1978)
- Vu d'un Chien (1980)
- Moteur! (1981)
- À Propos de... (1982)
- La Gare de Troyes (1983)
- Fou ! (1984)
- Egna  (1984)
- Tout Feu Tout Flamme - c'est pour de rire (1987)
- Sève Qui Peut  (1989)
- Les Larmes du Dalaï Lama (1992)
- La Voiture À eau (1999)
- Culinaire Lingus (2001)
- By the Sons of Mandrin (2003)
- ? (2005)
- Souffleurs De Vers (2007)
- Le bois travaille, même le dimanche (2010)

### Albumy koncertowe
- Live 1977 - Tome VI (1976)
- Ange En Concert 1970-71 (1977)
- Un P'tit Tour Et Puis S'En Vont  (1995)
- Rideau ! (1995)
- A ... Dieu (1996)
- Rêves Parties (2000)
- Tome 87 (2002)
- En Concert - Par les Fils de Mandrin Millésimé 77 (2003)
- Le Tour De La Question (2007)
- Zènith an II (2007)
- Souffleurs De Vers Tour (2009)

### Albumy Video
- Concert Volume Un - Sève Qui Peut  (1990)
- Seventies-Eighties - Deux Décennies De Concert (2003)
- Live Tour 2003-2004 Par Les Fils De Mandrin (2006)
- Un Ange Passe ... (2007)

### Składanki
- Réimpression 72-76 (2007)
- Vagabondages (2007)
- Mémo (2007)
- Master Serie Vol. 1 (2007)
- Master Serie Vol. 2 (2007)
- Master Serie Vol.1 & 2  (2007)
- Ad Libitum (2007)
- Les Talents Du Siècle - Best Of (2007)